# 할지 왕조
할지 왕조(페르시아어: سلسله خلجی, 힌디어: सलतनत ख़िलजी)는 1290~1320년 사이에 인도 아대륙의 많은 부분을 차지하면서 델리 술탄국의 전성기를 이끈 왕조이다.
왕조의 설립자인 잘랄 웃 딘 할지는 노예 왕조로부터 정권을 탈취하고 술탄으로 즉위하였으며, 기존의 비(非)튀르크계 차별 정책을 폐지하고 다민족 관용 정책을 견지하여 다수의 지지를 확보하였다.
잘랄 웃 딘의 뒤를 이어 즉위한 알라 웃 딘 할지는 호전적이고 무자비한 인물로써, 남쪽의 힌두 국가들에 대한 공격을 개시하였다. 그의 대대적인 남진 정책으로 야다바 왕조, 카카티야 왕조, 호이살라 왕조 및 판디아 왕국 등이 술탄국의 영향권 아래 들어오거나 합병되었다. 이로써 할지 술탄국의 영토는 오리사와 신드 일부, 인도 최남단을 제외한 인도 아대륙 전역을 아우르게 되었다.
알라 웃 딘 사후, 극심한 혼란과 쿠데타, 암살의 시기가 뒤따랐다. 심화되는 내분과 왕위쟁탈전으로 불과 3년만에 세 명의 술탄이 갈아치워졌으며, 마지막으로 안정적인 통치를 이어갔던 쿠트브 웃 딘 무바라크 샤 역시 즉위 4년 1개월 만에 살해되었다. 1320년, 가지 말리크(훗날의 기야스 앗 딘 투글루크)가 최후의 할지 술탄인 쿠스라우 칸을 죽이고 술탄으로 즉위함으로써, 할지 왕조는 6대 30년만에 멸망하였다. 이후 그 자리에는 투글루크 왕조가 건국되었다.

## 기원
할지 왕조의 주요 지배층을 구성한 할지족은 튀르크-아프간계 부족으로, 본래는 중앙아시아에서 기원했으나 AD 6세기 무렵 에프탈과 후나족이 북인도를 침입하자 그들과 함께 오늘날 아프가니스탄 남부와 동부로 이주했고, 불교를 신봉하는 튀르크 샤히를 설립하여 카불 지역을 통치했다고 한다.
R.S. 차우라시아에 따르면 할지족은 점진적으로 아프가니스탄의 수많은 관습·풍습을 받아들였고, 델리 술탄국의 튀르크계 귀족들에게는 아프간인으로 취급되었다고 한다. 당시 델리 술탄국에는 튀르크계 우대 풍조가 만연해 있었는데, 할지 혁명 이후 델리 술탄국의 일부 튀르크계 귀족들이 잘랄 웃 딘의 델리 술탄 즉위에 반대할 정도였다.
2010년에 출판된『The New Cambridge History of Islam』중 13세기를 다룬 부분에 따르면 할지족은 튀르크족과 구별되는 별개의 민족으로 여겨졌으며, 이른바 '할지 혁명'은 튀르크계 지배 엘리트층에서 비튀르크계 민족으로 권력이 이양된 것이라고 한다. 그러나 안드레 윙크(André Wink)는 할지족이 튀르크화된 집단이며, 이전에 아프가니스탄을 지배했던 사카, 쿠샨, 에프탈과 같은 초기 인도-유럽계 유목민의 잔재라고 주장했다.
확실한 건, 당시 할지족들은 적어도 튀르크인이나 몽골인으로 인식되지는 않았다는 것이다. 동시대의 역사가들은 할지족과 튀르크족들을 분명하게 구별했다. 도어퍼(Doerfer)에 따르면 할지인들은 아마도 튀르크화된 소그드인이었을 것이다. 이들은 나중에 아프간화되었으며, 좀 더 나중에는 길자이 파슈툰족의 조상이 되었을 지도 모른다.
C.E. 보즈워스에 따르면 오늘날 아프가니스탄 파슈툰족의 대다수를 차지하는 길자이 부족은 할지족이 파슈툰족으로 동화된 현대적 결과라고 한다. 10~13세기 사이의 몇몇 사료들은 튀르크어를 기준으로 할지족을 언급하지만, 또 다른 사료들은 그렇지 않다. 미노르스키는 할지족의 초기 역사가 모호하다는 것을 근거로, '할지'라는 이름의 정체성은 아직 증명되지 않았다고 주장했다.
11세기의 마흐무드 알 카슈가리는 오구즈 튀르크 부족 목록에 할지족을 포함하지 않고, 오구즈-투르크만(투르크만은 '튀르크처럼'을 의미한다) 부족 목록에 할지족을 포함시켰다. 카슈가리는 할지족이 본래 튀르크 부족의 주류에 속하지 않고, 단지 그들과 연관만 되어 있었기 때문에 언어와 복장에서 종종 '튀르크처럼' 나타났다고 생각했다. 무함마드 이븐 나지브 바크란의『자한나마』는 그들을 튀르크족이라고 명시적으로 묘사하지만, 그들의 피부색이 튀르크인에 비해 더 어둡고 그들의 언어가 뚜렷한 방언으로 인식될 만큼 변형된 점을 지적하기도 했다.

## 역사

### 잘랄 웃 딘 할지 시대
할지족은 델리 술탄국 노예 왕조의 봉신으로서 당시 델리 술탄인 기야스 웃 딘 발반을 섬겼다. 발반은 철권통치를 실시하여 당시 델리 술탄국의 공의회였던 차할가니를 해체했고, 튀르크 귀족들의 힘을 제한하는 여러 조치들을 시행하였다.
그러나 이것은 간접적으로는 비튀르크계 민족들을 억누르던 튀르크계 귀족들에게 큰 타격을 주었고, 최종적으로는 암살을 통해 권력을 장악한 할지족에게 이들이 취약해지게 되는 결과를 초래했다. 맘루크 장군들은 한 명씩 살해되었고, 마침내 할지족 출신의 잘랄 웃 딘 할지가 쿠데타를 일으켜 정권을 장악했다. 마지막 노예 왕조 술탄인 17세의 무이즈 웃 딘 카이카바드는 쿠데타 도중 살해되었다.
즉위 당시 70세에 달하는 고령이었던 잘랄 웃 딘은 인자한 인상을 가지고 있었는데, 대중들에게 온화하고 겸손하며 친절한 군주로 알려졌다.
잘랄 웃 딘은 튀르크 귀족들의 반대에도 불구하고, 1290년 1월 델리의 술탄으로 즉위함으로써 할지 왕조를 개창했다. 그는 아프간인이나 타 인도계 무슬림들에게 높은 관직을 제공하는 등, 노예 왕조보다 비교적 관용적인 정책을 내세워 민심을 얻었다. 도중에 권력 핵심에서 밀려난 튀르크계 귀족들이 발반의 조카였던 말리크를 중심으로 반란을 일으켰으나, 잘랄 웃 딘은 이를 손쉽게 진압하고 몇몇 인물들을 처형하는 선에서 마무리했다. 이후 그는 란탐보르 요새에 대한 원정을 성공적으로 이끌기도 했다.

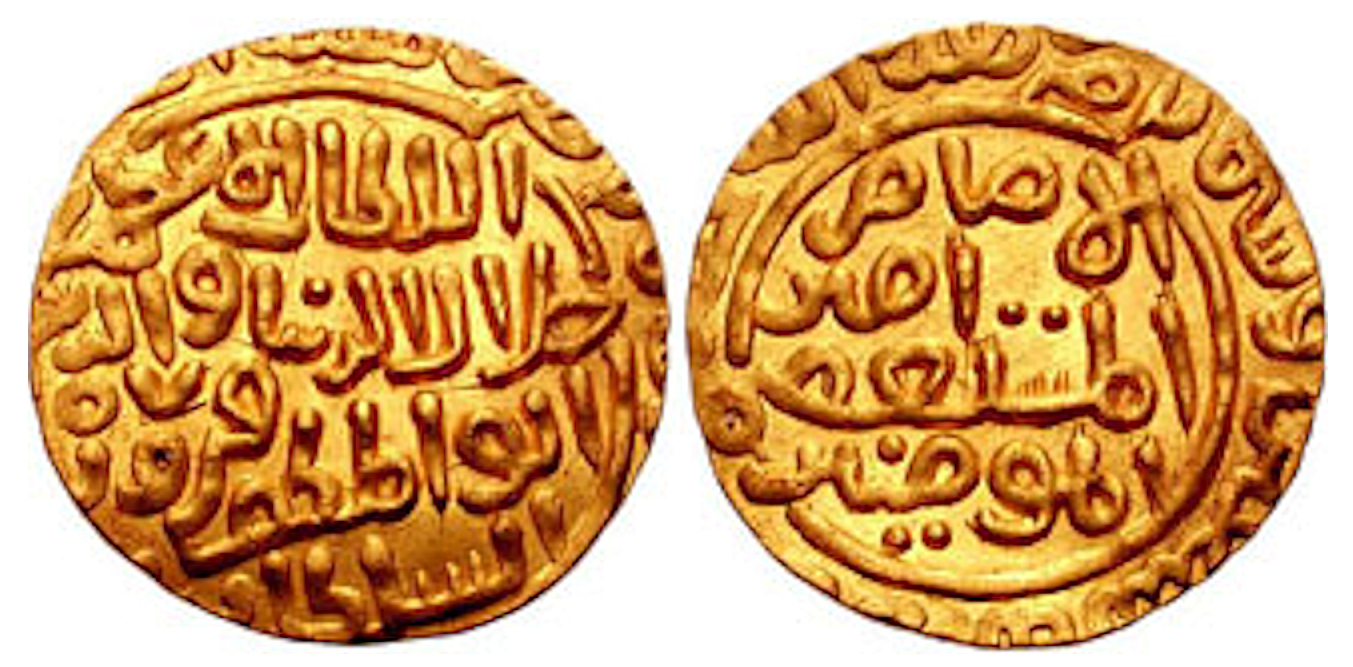
잘랄 웃 딘 시기(1921~1922)에 발행된 금화. 아바스 칼리파 알 무스타심의 동전 문구를 인용하였다.

그는 또한 인도 아대륙으로 침입해 들어오는 몽골인들을 여러 차례 격퇴했다. 1292년, 차가타이 칸의 증손자인 압둘라가 약 15만명의 군대를 이끌고 쳐들어왔으나, 잘랄 웃딘은 그의 조카인 주나 칸과 함께 인도 중부의 신드 강둑에서 이들을 패배시켰다.
1296년, 잘랄 웃 딘은 그의 조카 알라 웃 딘 할지의 음모로 암살당했다.

### 알라 웃딘 할지

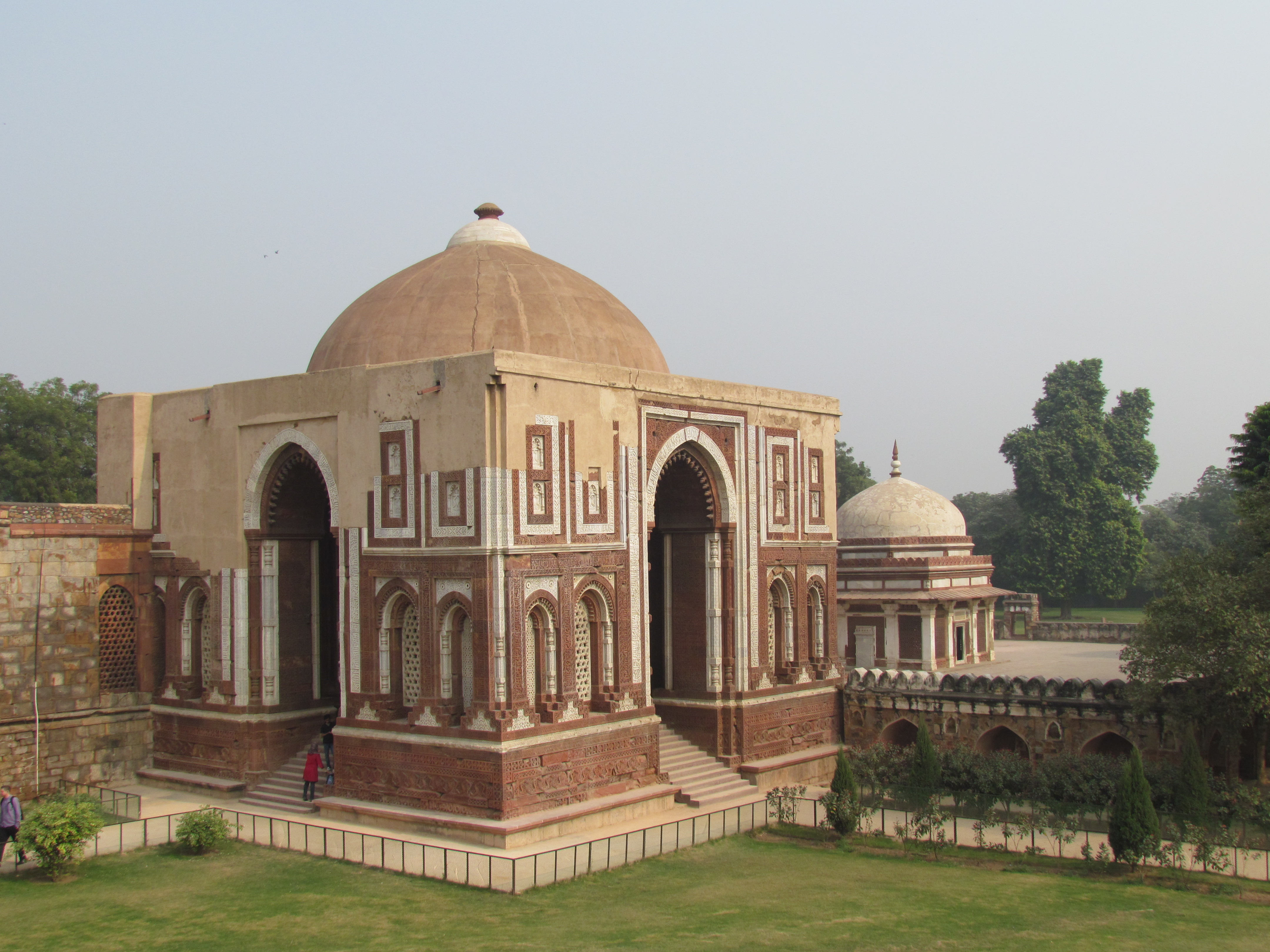
알라이 다르와자 이슬람 사원은 할지 왕조 시기인 1311년에 완공되었다.

알라 웃딘 할지는 잘랄 웃 딘의 조카이자 사위였다. 그는 당시 데칸 고원 서부를 지배하던 야다바 왕조의 수도 데바기리를 급습하여 약탈하는 등 전공을 세우기도 했다. 1296년, 알라 웃 딘은 델리로 돌아와 잘랄 웃 딘을 살해하고 권력을 잡았다. 그는 자신의 측근이던 자파르 칸(군사 지휘관), 누스라트 칸(재상), 아인 알 물타니, 말리크 카푸르 등을 고위 관료에 임명했는데, 이들은 모두 튀르크계가 아닌 토착 인도계 출신 무슬림들이었다.
그의 통치 초기인 1297년 겨울, 차가타이 칸국의 노얀 카다르가 이끄는 몽골군이 인도를 침공하여 펀자브 지역을 황폐화시키고 카수르까지 진격했다. 이에 알라 웃 딘은 자란 만주르 전투(1298)에서 몽골 군대를 물리쳤다. 이 승리는 찬탈로 즉위하여 크게 흔들리고 있던 알라 웃 딘의 권력과 위신을 공고히 해주었다.

알라 웃 딘 치하 할지 왕조의 최대 영역. 알라 웃 딘의 시기에 중부~남부 인도 대부분의 힌두 왕조들이 정복되었다.

구자라트의 무역항으로 가는 항로를 확보하기 위해, 알라 웃 딘은 아인 알 물타니를 말와 총독으로 임명하고 파라마라 왕국을 정복하도록 했다. 그는 라지푸트 군대와 함께 대항하던 그곳의 통치자를 격파한 뒤, 말와 일대를 술탄국의 영토에 추가하였다.
1299년, 구자라트 전역을 정복하기 위해 누스라트 칸이 파견되었는데, 그는 그곳의 솔란키 왕조를 물리쳤다. 누스라트 칸은 구자라트의 주요 도시들을 점령하고 솜나트 사원과 같은 이교도의 사원을 약탈했다. 알라 웃 딘은 말리크 카푸르와 쿠스라우 칸과 같은 장군들의 도움으로 델리 술탄국의 영토를 남쪽으로 계속 확장했으며, 패배한 인도인들로부터 대규모 전리품('안와탄')을 수집했다. 그의 휘하의 지휘관들 역시 술탄국의 재정에 가니마(전쟁 중 정복된 왕국들로부터 수집된 전리품)에 대한 쿰(5분의 1)을 지불했는데, 이것은 할지 왕조의 통치권을 강화하는 데 도움이 되었다.
알라 웃딘 할지는 20년 동안 통치하면서 라지푸타나, 자이살메르(1299), 란탐보르(1301), 치토르(1303), 말와(1305년) 등의 지역을 델리 술탄국의 영토로 추가하였으며, (상술했듯이) 구자라트를 정복하고 야다바 왕조의 부유한 수도 데바기리를 약탈했다. 그는 또한 두 번에 걸친 몽골군의 공격을 성공적으로 방어해내는 등 델리 술탄국의 전성기를 이끈 위대한 군주 중 한명이었다.

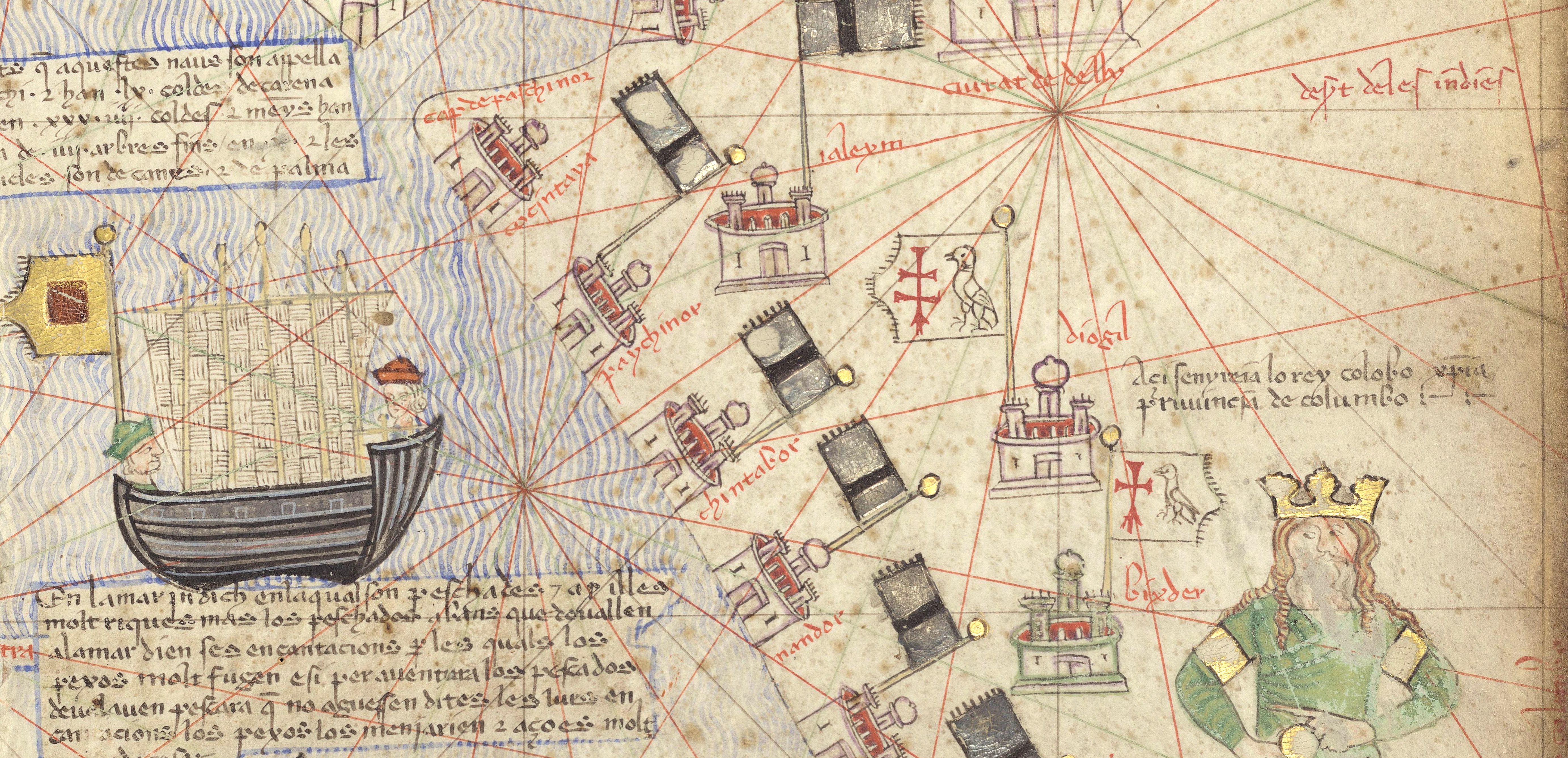
야다바 왕조의 수도 '데바기리(지도에서는 디오길 또는 데오기리)'를 중심으로 묘사된 카탈루냐 아틀라스의 인도 서부 해안 그림(1375). 해안 도시들에는 델리 술탄국에게 장악되었음을 의미하는 검은 깃발이 걸려져 있고, 오직 데바기리만이 혼자 다른 깃발을 내걸고 있다. 데바기리는 결국 1307년에 알라 웃 딘에게 함락되었다. 한편 왼쪽의 무역선에는 일 칸국의 깃발이 게양되어 있다.

그러나 알라 웃 딘은 힌두 왕국들에 대한 무자비함과 잔인함으로 또한 유명하다. 역사학자들은 그를 폭군으로 간주하는데, 왜냐하면 그가 자신의 권력에 위험이 된다고 의심되는 사람들을 모조리 살해했으며, 이에 그치지 않고 그들의 가족들(여성과 아이 포함)까지 죽였기 때문이다.
1298년 델리 인근에서 15,000~30,000명 가량의 사람들이 봉기 우려가 있다는 이유 하나만으로 하루 만에 학살당했다. 그는 또한 1299~1300년 사이에 자신의 가족들과 조카들을 살해했는데, 눈을 뽑아내고 참수하는 등 그 방법이 매우 잔혹했다.

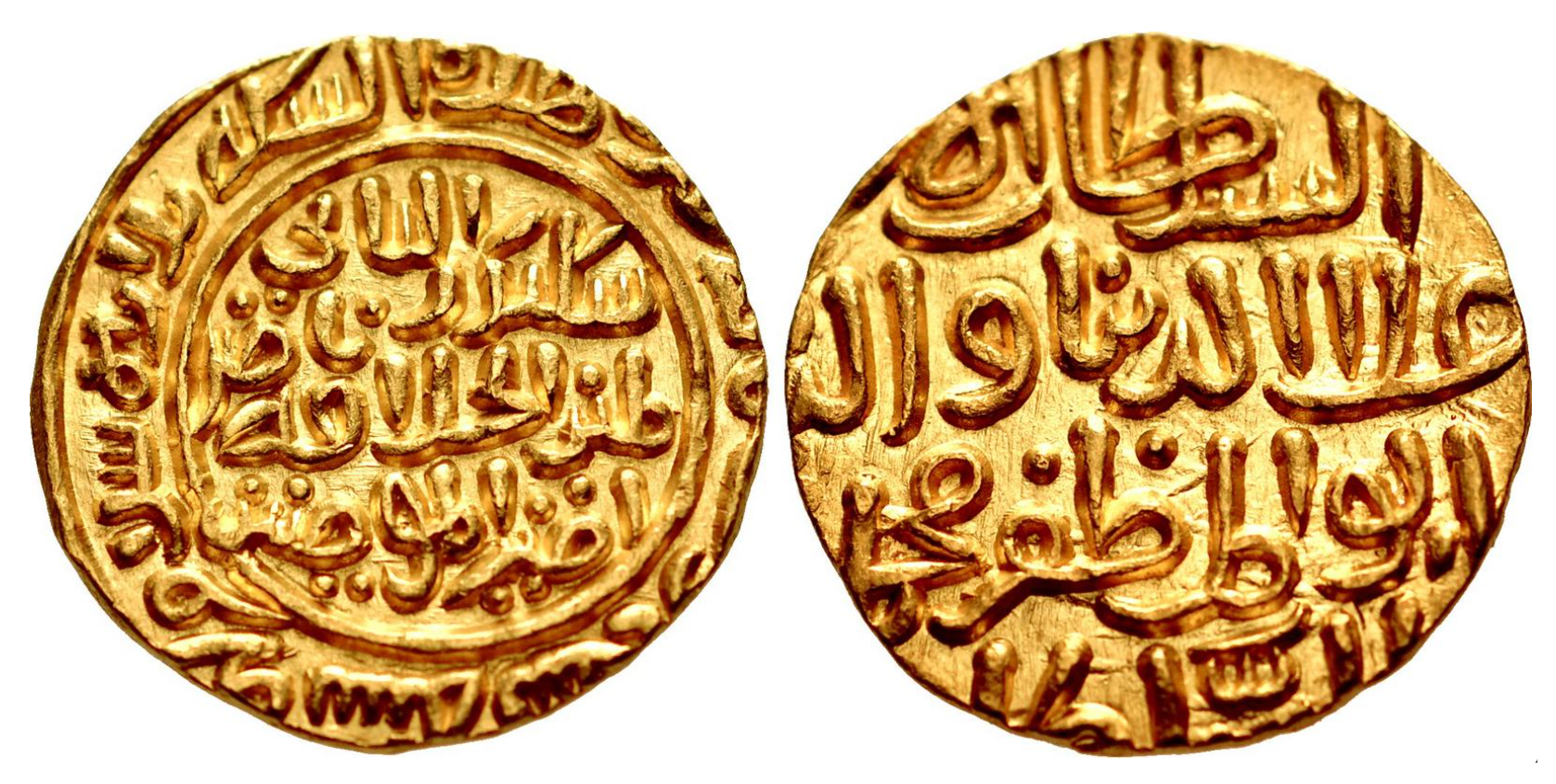
알라 웃 딘 시기(AD 1296~1316)에 발행된 금화.

1308년, 알라 웃 딘의 부관 말리크 카푸르는 와랑갈을 점령하고 크리슈나 강 남안의 호이살라 왕국을 멸망시켰으며, 타밀나두의 마두라이를 습격했다. 그리고 나서 그는 정복한 왕국들의 수도와 창고에 있는 재물들을 약탈했는데, 그 중에는 인류 역사상 가장 큰 다이아몬드 중 하나인 코이누르(Koh-i-Noor)가 포함되어 있었다. 말리크 카푸르는 1311년 델리로 귀환했고, 전리품들을 알라 웃딘에게 헌상하였다. 이것은 비록 토착 힌두교 집안에서 태어났고, 뒤늦게 이슬람으로 개종한 뒤 델리 술탄국의 군대 사령관이 된 말리크 카푸르를 알라 웃 딘 할지가 가장 총애하는 사람으로 만들게 되는 계기가 되었다.
1311년 알라 웃 딘은 델리 술탄국 내부의 몽골인들이 자신에 대한 봉기를 꾸몄다고 의심하여 이들을 제거하라는 명령을 내렸는데, 이에 따라 최근 이슬람으로 개종한 15,000~30,000명 사이의 몽골인 정착민들이 모조리 학살되었다.

### 마지막 할지 술탄들
알라 웃 딘 할지는 1316년 1월에 사망했다. 그 후 할지 술탄국은 혼란의 소용돌이에 빠졌다. 말리크 카푸르가 이후 술탄으로 즉위했지만, 아미르들의 지지를 얼마 받지 못한 채 몇 달 안에 살해당했다.

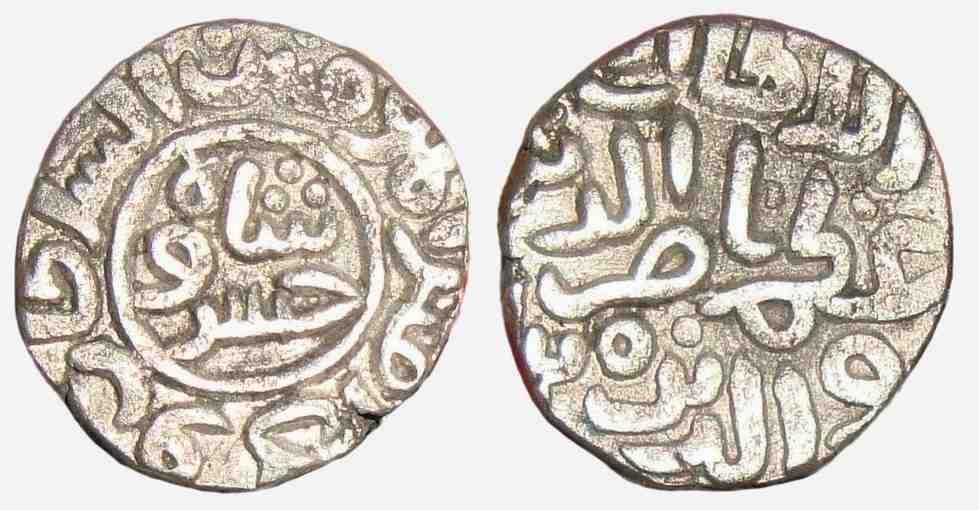
쿠스라우 칸이 발행한 주화

말리크 카푸르가 사망한 후 3년 동안, 또 다른 3명의 술탄들이 폭력적인 수단으로 정권을 잡거나 쿠데타로 사망했다. 먼저 아미르들은 알라 웃 딘의 6살 난 아들 쉬하브 앗 딘 우마르를 술탄으로, 10대의 다른 아들 쿠트브 웃 딘 무바라크 샤를 섭정으로 임명했다. 그러나 무바라크 샤는 그의 동생을 죽이고 스스로 술탄으로 즉위했다. 무바라크 샤는 유력 튀르크계 귀족 가문 출신의 가지 말리크를 펀자브의 군사령관에 봉하는 등 아미르들의 환심을 사려 노력했지만, 그 역시 4년 만인 1320년 7월에 아미르 중 한 명이었던 쿠스라우 칸에게 암살당했다.
그러자 아미르들은 가지 말리크에게 쿠데타를 일으키도록 종용했다. 이에 가지 말리크는 군대를 이끌고 델리로 진군, 쿠스라우 칸을 참수하고 술탄으로 즉위함으로써 할지 왕조를 끝장냈다. 이후 가지 말리크는 자신의 이름을 기야스 앗 딘 투글루크로 개명하고 투글루크 왕조를 개창했다.

## 행정 및 경제 정책
알라 웃 딘 할지는 성장하는 술탄국 군대의 유지비를 감당하고, 그의 팽창 정책에 충분한 자금을 공급할 수 있도록 재정 분야를 강화하기 위한 일련의 대대적인 세입 개혁을 실시했다.
배경
- 시골은 주로 농산물 생산 및 농촌 인구를 통제하는 전통적인 힌두교 계층 사회에 속해 있었고, 그의 전임자들은 기존의 행정 체계에 크게 의존해왔다.[19] 알라 웃딘에게는 이것이 정부의 원할한 기능을 방해할 뿐만 아니라 자신에게 대항하는 장애물로 보였을 것이다.[20]
- 지방의 세금 징수관들은 농민들에게 가능한 한 최대한의 세금을 부과하고, 국가에게는 가능한 한 최소한의 세금만을 내려고 노력했다. 세금을 지불하고 남은 잉여 수익들은 그들을 점점 더 부유하고 거만하게 만들었다.
- 투글루크 왕조의 학자 지아 웃 딘 바라니(Barani)는 알라 웃 딘이 힌두교 중간 계층들에게 불만을 터뜨리는 것에 대해 자세히 언급했다(Dietmar Rothermund과 Hermann Kulke에 의해 번역됨).[21]

나는 지방의 세금 징수관과 마을 이장이 훌륭한 말을 타고, 고운 옷을 입고, 페르시아산 활을 쏘고, 서로 사냥을 하러 나가는 것을 보았다. 그러나 그들이 내는 카라즈(토지세), 지즈야(종교세), 카리(거주세)와 차리(가축 방목세)는 1지탈을 넘지 않는다. 그들은 마을에서 토지 소유자의 몫은 별도로 부과하고, 축제를 열고 포도주를 마시며, 그들 중 많은 이들이 수요에 따라 세금을 전혀 내지 않는다. 그들은 또한 내 장군들에 대한 존경심을 보이지 않는다. 이것들이 나의 분노를 일으켰으며, 나는 나 자신에게 이렇게 말했다. '너는 다른 영토들을 정복하려는 야심을 가지고 있지만, 너의 통치 하에는 수백개의 나라가 있으며 그들은 너의 합당한 권위에 복종하지 않고 있다. 그렇다면 어떻게 다른 땅들 역시 너에게 순종하겠는가?'— 바라니의 기록 중

- 1301년, 알라 웃 딘은 그의 조카들과 장군들이 일으킨 여러 차례의 반란에 직면했다. 아마도 이 시기의 그는 편집증에 걸렸던 것으로 보인다.

### 사유지 몰수
델리 술탄국의 영토는 술탄이 직접 통치하는 직할령과 봉신들이 통치하는 영지로 나뉘었다. 국가 직할령은 칼리사(khalisa)라고 불렸고, 그곳에서 창출되는 수입은 곧바로 국고로 반환되었다. 한편 봉신들은 자신의 영지에 부과할 세율을 결정할 권리가 있었는데, 델리 술탄들은 그들 중 많은 이들이 군대를 유지하는데 들어가는 비용을 지불하고, 필요할 때 술탄국에 군사적 지원을 제공할 것으로 기대했다.
델리의 술탄들은 또한 여러 토지 보조금을 제공하고, 그들의 귀족들에게 이크타라 불리는 영지를 하사했다. 이크타 소유자들은 임명받은 영지에서 세금을 징수할 권리가 있었다. 그들에게서 받은 세금 대부분은 필요할 때 술탄을 지원할 지역 군대를 모집하는 데 사용될 것이고, 나머지는 술탄의 개인 내탕금으로 사용될 것이었다.
토지 개혁의 일환으로, 알라 웃 딘은 메루트에서 카라에 이르는 강가-야무나 도압 지역의 영지들을 폐지하고 직할령으로 편입함으로써, 많은 비옥한 토지들을 확보할 수 있었다. 1296년 그의 삼촌 잘랄 웃 딘을 암살한 이후, 그는 귀족들의 지지를 얻기 위해 많은 이크타를 하사했지만, 권력을 공고히 하자 다시 사유지 몰수 정책을 시작하여 귀족들을 탄압하고 그들의 영지들을 대거 직할령으로 편입시켰다.
아마도 1301년 무렵, 알라 웃 딘은 반란을 일으킬 것으로 의심되는 세력들을 약화시키기 위한 정책의 일환으로서, 더 많은 사유지를 몰수했다. 그는 일찍이 사유지를 대거 몰수하고 술탄국 직할령으로 지정한 사례가 있었다. 알라 웃 딘은 또한 종교/자선 단체 및 토지 보유자에게 제공되는 여러 토지 보조금을 폐지시키기도 했다.

### 수입 직접 징수
알라 웃 딘의 개혁 이전까지는, 델리 술탄국 정부는 농민들로부터 직접 토지 수입 및 세금을 징수하지 않았다. 농민들은 촌락이나 마을을 대표하는 중간 계층, 즉 족장들이나 지주들에게 세금을 납부했는데, 이들은 농민들로부터 얼마나 많은 수입을 얻었든 간에 수입의 일정 부분만을 술탄국에게 제공하면 되었다. 분명하게 정부는 농촌 지역을 관리할 적절한 관리를 파견하지 않았고, 중간 계층들이 미리 정해진 몫을 납부하기만 하면 그들이 농민들을 어떻게 대하는지는 신경쓰지 않았다.
알라 웃 딘은 중간 계층들이 서로 자신의 부와 호화로운 생활 방식을 경쟁하듯 과시하고, 그들 중 일부가 국가에게 세금을 납부하지 않는 것을 보았다. 그는 이에 대해 바야나의 총독에게 조언을 구했고, 이후 술탄국의 세금 정책은 직접 징수로 전환되었다. 이제 촌장과 지주부터, 소작농에 이르기까지 모든 경작자들이 그들이 생산한 양의 절반을 국가에 납부해야 했다. 중간 계층들은 모든 특권을 잃어버렸다.
알라 웃 딘 정부는 오로지 현금과 현물로 세금을 납부받았다. 델리 근처에 위치한 비옥한 지역에서 정부는 수익을 현물로 받는 것을 선호했다. 그 결과 거두어들어진 곡물들은 그 주의 곡물 창고에 저장되었다. 농민들은 잉여 곡물들을 자신의 집에 보관할 수 없었고, 그것들을 시장이나 운송업자들에게 싼 값에 팔 수밖에 없게 되었다.

### 토지 면적에 비례한 50%의 세금 징수율
알라 웃 딘 이전까지 중개인에 의해 대표되는 각 영토의 토지 수익은 해당 영토의 경작 면적에 관계없이 고정된 비율만 납부하면 되는 방식이었다. 아마도 이러한 방식은 전통을 기반으로 한 것일지도 모른다. 알라 웃 딘 행정부는 이러한 관행을 변경하여, 작물 재배 면적과 비스와(최소 632.2m2에서 최대 6,771m2까지 측정되는 인도의 전통적인 토지 단위) 당 생산량을 기준으로 세금 납부 금액을 결정하는 방식을 채택했다. 토지 면적을 기준으로 징세 금액을 결정하는 이러한 방식은 남인도의 힌두교 왕들에게 알려졌고, 곧 그들도 이 방법을 사용하게 되었다.
힌두 통치자들에게 요구된 양은 국가의 상황에 따라 농산물의 6/1에서 3/1까지 다양했다. 알라 웃 딘보다 앞선 델리 술탄들은 생산물의 3/1 이상을 세금으로 요구하지는 않았다. 그러나 알라 웃 딘은 북인도의 상당 부분에 무려 50%에 달하는 토지세를 부과했고, 경작자들은 농산물의 절반을 세금으로 납부해야 했다. 이것은 당시 델리에서 지배적이었던 이슬람 하나피파가 허용한 최대 세금 금액이었다.
알라 웃 딘 행정부는 마을의 촌장들에게 다른 사람들과 똑같은 세금을 내도록 강요했고, 그들이 농민들에게 불법적인 세금을 부과하는 것을 금지시켰다. 토지 면적에 비례하는 세금을 요구한다는 것은, 땅이 더 많고 부유하고 힘 있는 마을이 더 많은 세금을 납부해야 한다는 것을 의미했다. 알라 웃 딘은 촌장들을 탄압함으로써 스스로를 농촌 사회의 취약 계층들의 보호자로 투영시켰다.
바라니에 따르면, 50%의 토지세는 농업 분야에서 지배적이었던 힌두교도들의 부를 크게 감소시켰다. 반란을 막기 위해, 정부는 마을 우두머리들에게 부와 말, 그리고 무기를 빼앗았다. 바라니는 또한 '힌두교도인들이 고개를 드는 것은 불가능했다'고 말한다. 알라 웃 딘에 대한 두려움은 이 족장들을 너무나도 순종적으로 만들어서, 세금을 걷는 일개 관리가 20명의 촌장들의 목을 묶고, '공물을 제대로 내기 위해 그들을 발로 차고 때릴 정도'였다. 바라니는 이 힌두교 마을 촌장들의 재정 상태가 너무 악화되어서, 그들의 아내가 무슬림의 집에서 임금을 받기 위해 일해야 했다고 기록했다. 역사학자 키쇼리 사란 랄은 힌두교도들이 (농업을 지배했던) 이러한 개혁으로 가장 많은 고통을 받았지만, 귀족과 상인, 농민들을 포함한 다른 사람들 역시 이에 부정적인 영향을 받았다고 믿는다.

### 기타 세금
카라즈(토지세) 이외에도, 알라 웃 딘의 정부는 사람들에게 카리(거주세)와 차리(가축 방목세)를 부과했다. 카라즈와 달리 이 세금들은 이슬람 율법의 제재를 받지 않았다. 유제품 관련 가축을 기르는 농민들을 위해, 알라 웃 딘 행정부는 목초지 한 곳을 고정한 후 그들에게 할당하였다.
한편 알라 웃 딘 정부는 비이슬람교도들에게 지즈야(종교세)를 부과했다. 여성과 어린이, 그리고 정신장애 및 지적장애를 가진 사람들은 이를 면제받았다. 대신 무슬림들은 자카트를 행할 의무가 있었다.
알라 웃 딘은 전통적인 5/1 몫(쿰) 대신 전쟁에서 얻은 전리품의 5/4를 병사들에게 요구했다.

### 이외에도
알라 웃 딘은 자신에게 반대하는 세력들이 형성되는 것을 막기 위해, 귀족 가문들 간의 결혼뿐만 아니라 관리들 간의 사교 활동마저 금지했다. 또한 그는 술탄국 내부의 시인과 학자들, 그리고 관리들의 급여를 대폭 삭감했다.
게다가 알라 웃 딘 할지는 '법정에 있는 현명한 사람들'에게 '평범한 사람들을 억압하기 위한 규칙과 규정'을 만들도록 함으로써 반란 조장 세력들의 부와 잉여 재산들을 박탈할 수 있도록 요구했으며, 그의 궁정 관료와 장군들로부터 때때로 모든 토지 재산을 몰수하고 강등시키기도 했다. 이후 쿨케와 로테르문트는 '그 누구도 반란을 생각할 수 없었고, 모두가 생계를 유지하는 데에 바빴다'고 말했다.

### 여파

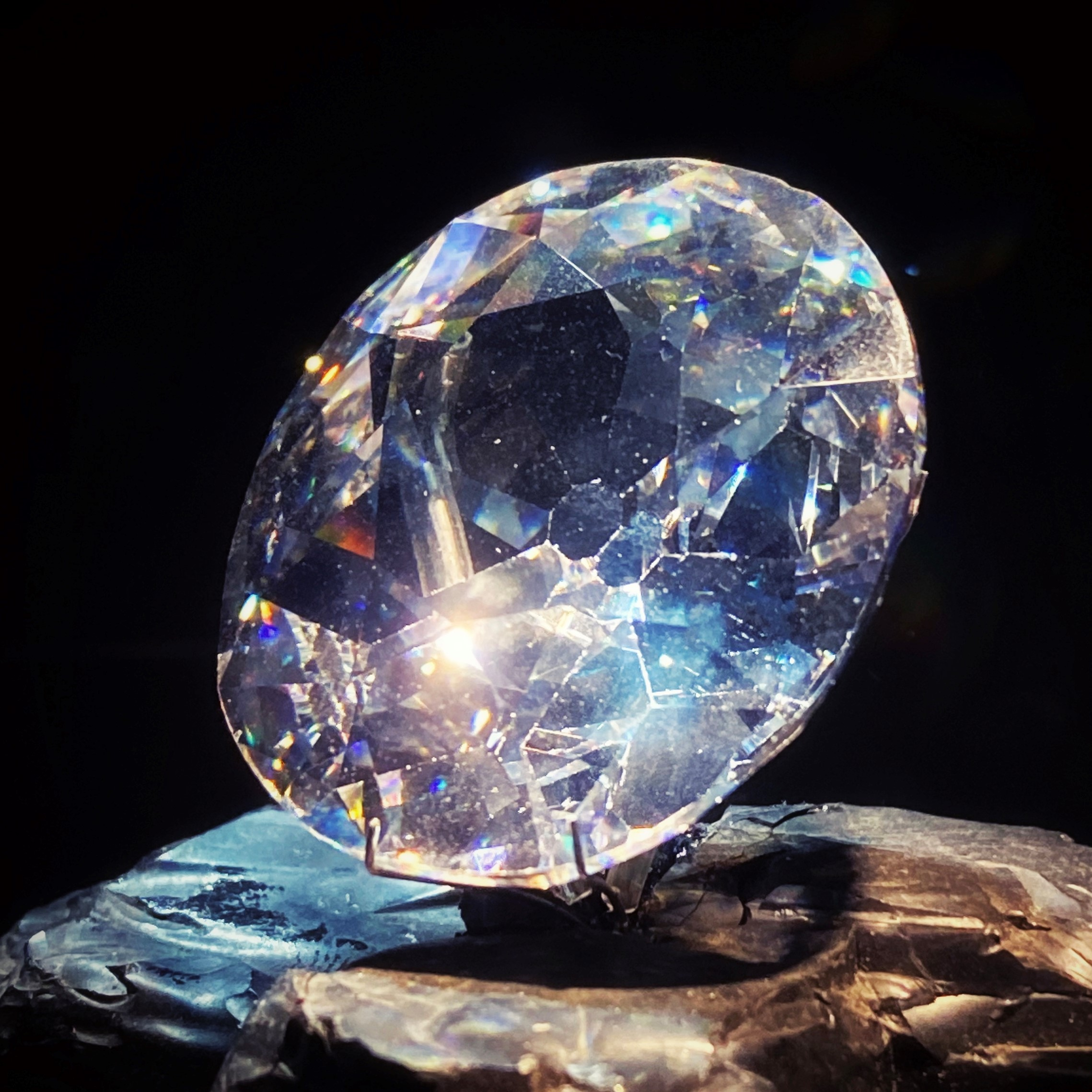
코이누르 다이아몬드는 1310년 할지 군대에 의해 와랑갈의 카카티야 왕조로부터 탈취되었다.

알라 웃 딘의 과세 방식과 세금 인상은 농업 생산을 대폭 감소시켰고, 술탄국 정부는 엄청난 인플레이션을 목격했다. 알라 웃 딘은 무슬림 관리들과 군인들의 월급을 일부 조정하고 고정시켰는데, 그들에게 이것을 보상하기 위해 술탄국 내의 모든 농산물, 상품, 가축, 노예들에 대한 가격 통제와 함께 이것들이 어디서, 어떻게, 누구에 의해 팔릴 수 있는 지에 대한 통제 시스템을 도입했다. 또한 '샤하나이만디(Shahana-i-mandi)'라고 불리는 시장이 만들어졌는데, 무슬림 상인들은 이곳에서 공식적인 가격으로 물품을 사고 팔 수 있는 독점권(만디)을 부여받았으며, 이들 이외에 다른 사람들은 도시에서 농부들과 물건을 거래하는 것이 금지되었다.
알라 웃 딘은 만디가 잘 지켜지는지 감시하기 위해, 광범위한 감시 네트워크 부서인 '문히얀(Munhiyan)'을 설립·배치하여 실제 가격과 다른 가격으로 물건을 사거나 판매하는 모든 사람들을 현장에서 즉시 체포할 수 있는 권한을 주었다. 만디를 어긴 사람들은 살이 도려내지는 등 엄중한 처벌을 받았다.
제국 전역에서 압류된 농작물과 곡물의 형태로 징수된 세금은 술탄국의 곡창지대에 보관되었다. 시간이 지남에 따라 농부들은 상품 작물 재배보다는 생계형 농업으로 전환할 수 밖에 없었다. 인도 북부에서는 일반 식량 공급 상황이 크게 악화되었으며, 서민들 사이에 기아가 만연하게 되었다. 델리 술탄국은 점점 더 악화되고 장기적으로 변모하는 기근에 직면했다.
알라 웃 딘은 누구나 사적으로 잉여 음식을 저장하는 것을 금지했고,  1가구 당 4/1의 할당량을 제공하는 식량 배급제를 도입시켰다. 이후 지방의 식량곡물 창고와 가격 통제가 가능한 도매 시스템인 만디, 그리고 기타 정책들이 효과를 발휘하여 그의 군대, 관료들을 포함한 델리의 도시민들에게 충분한 양의 식량을 보장했다. 그러나 가격 통제는 일부 서민들이 낮은 물가의 혜택을 받지 못할 정도로 그들의 임금을 낮추어버리는 등 부작용도 있었다. 알라 웃 딘이 사망한 이후, 가격 통제 시스템이 붕괴되면서 여러 농산물 가격과 노동자 임금이 몇 년 사이에 약 2배로 급상승했다.
군사와 관련하여, 역사학자들은 할지 왕조 시기의 델리 술탄국 상비군이 약 300,000~400,000명의 기병대와 2,500~3,000마리의 전투 코끼리로 구성되어 있다고 추정한다. 이것은 최대 500,000명의 기병대를 동원한 후대의 투글루크 왕조보다 적은 수치이다.

### 역사적 유산
알라 웃 딘의 토지 개혁 중 일부는 그의 후계자들에 의해 계속되었고, 셰르 샤 수리나 악바르와 같은 후대의 훌륭한 통치자들이 도입한 농업 개혁의 기반이 되었다.
또한 할지 왕조 때 도입된 조세 제도는 이후의 인도의 국정 운영에 장기적인 영향을 미쳤다.
알라 웃 딘 할지의 세금 체계는 아마도 19세기, 또는 20세기까지 실제로 생존하여, 그의 통치 기간 중 가장 오래 지속된 유일한 제도였을 것이다. 그때부터 카라즈(토지세)는 농민들의 잉여분을 지배층이 수용하는 주된 형태가 되었다.— 『The New Cambridge History of Islam』: c. 1200-c.1750,

## 노예제
알라 웃 딘의 통치 기간 동안 술탄국의 수도 델리 인구의 적어도 절반은 무슬림 귀족들의 하인, 첩, 경비원으로 일하는 노예들이었으며, 나머지는 아미르들과 궁정 관리, 그리고 군대 지휘관이었다. 할지 왕조와 이후의 인도 이슬람 왕조의 지배 동안에 인도의 노예는 크게 2개의 집단으로 분류되었는데, 그 중 하나는 전쟁 중에 사로잡힌 포로들이고, 나머지 하나는 세금을 내지 않은 사람들이었다. 노예와 종속 노동 등의 제도는 할지 왕조 시기에 널리 퍼져 나갔다. 남성 노예는 반다, 카이드, 굴람 또는 부르다라고 불렸고, 여성 노예는 반디, 카니즈 또는 라운디라고 불렸다.

## 건축
투글루크 왕조 시기에 번영했던 초기 인도-모하마단 건축 양식은 사실 할지 왕조의 것을 기반으로 한다. 할지 왕조 통치 동안 완성된 건축물 중에는 쿠트브 복합단지 성곽의 남쪽 관문인 알라이 다르와자, 리프리의 이드가, 델리의 자마트 카나 마스지드 등이 있다. 1311년에 완공된 알라이 다르와자는 노예 왕조 시기의 쿠트브 미나르와 함께 1933년 유네스코 세계문화유산에 등재되는 영광을 누렸다.

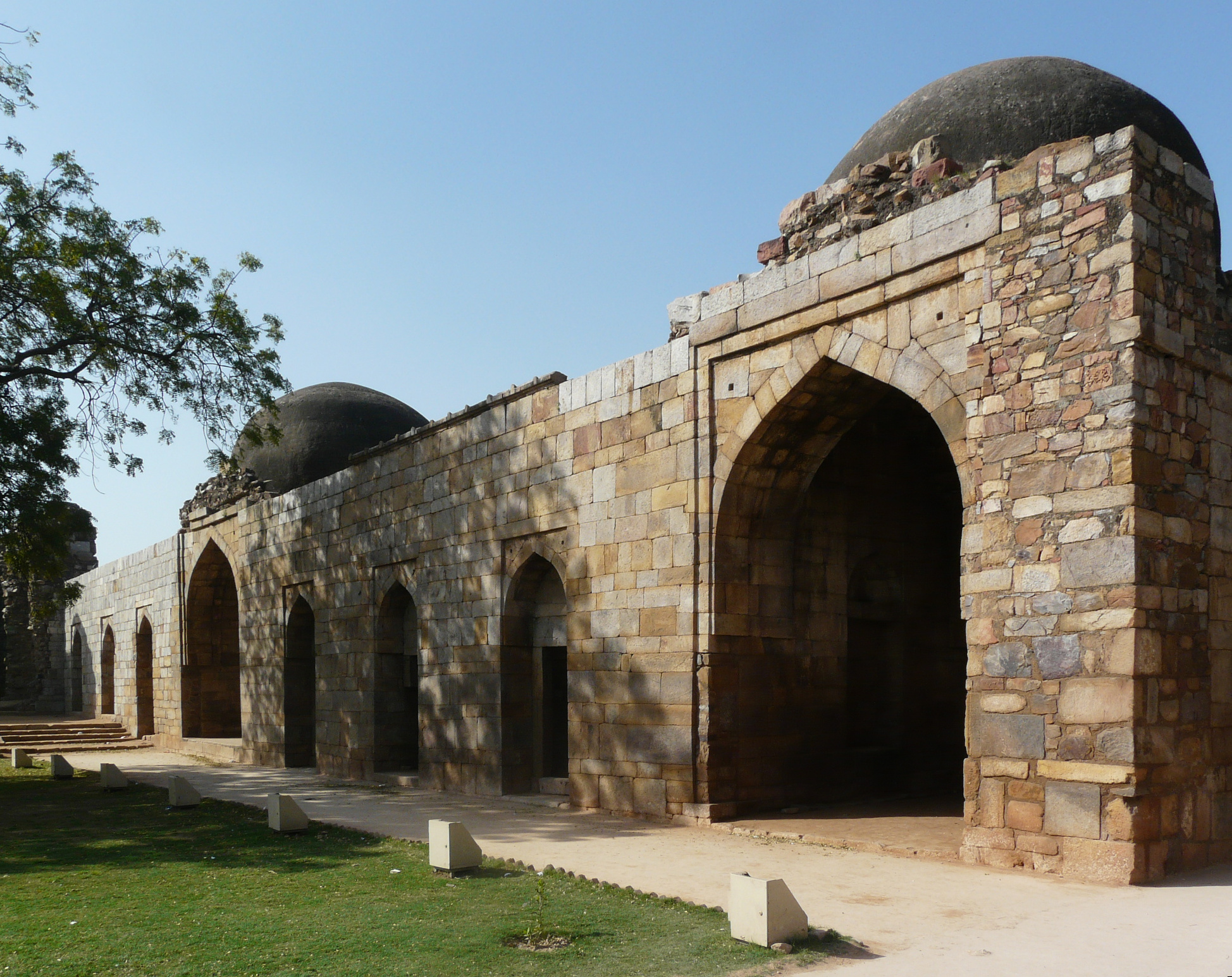
쿠트브 복합단지의 마드라사 전경
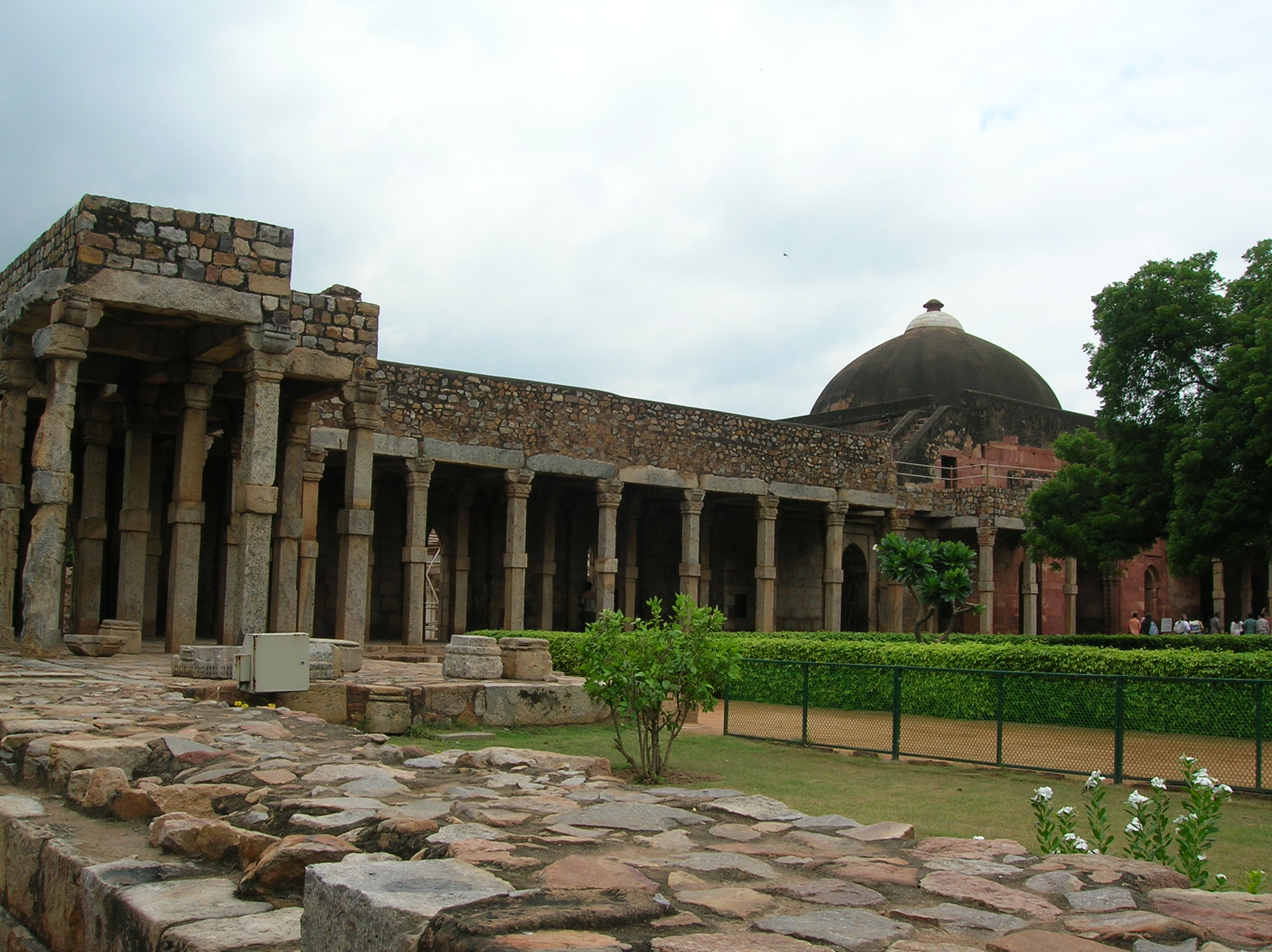
쿠트브 복합단지 내부의 쿠트브 이슬람 사원 전경. 복합단지 동쪽에 위치한 궁정들은 대체로 서기 1300년대에 추가 건설된 것들이다.
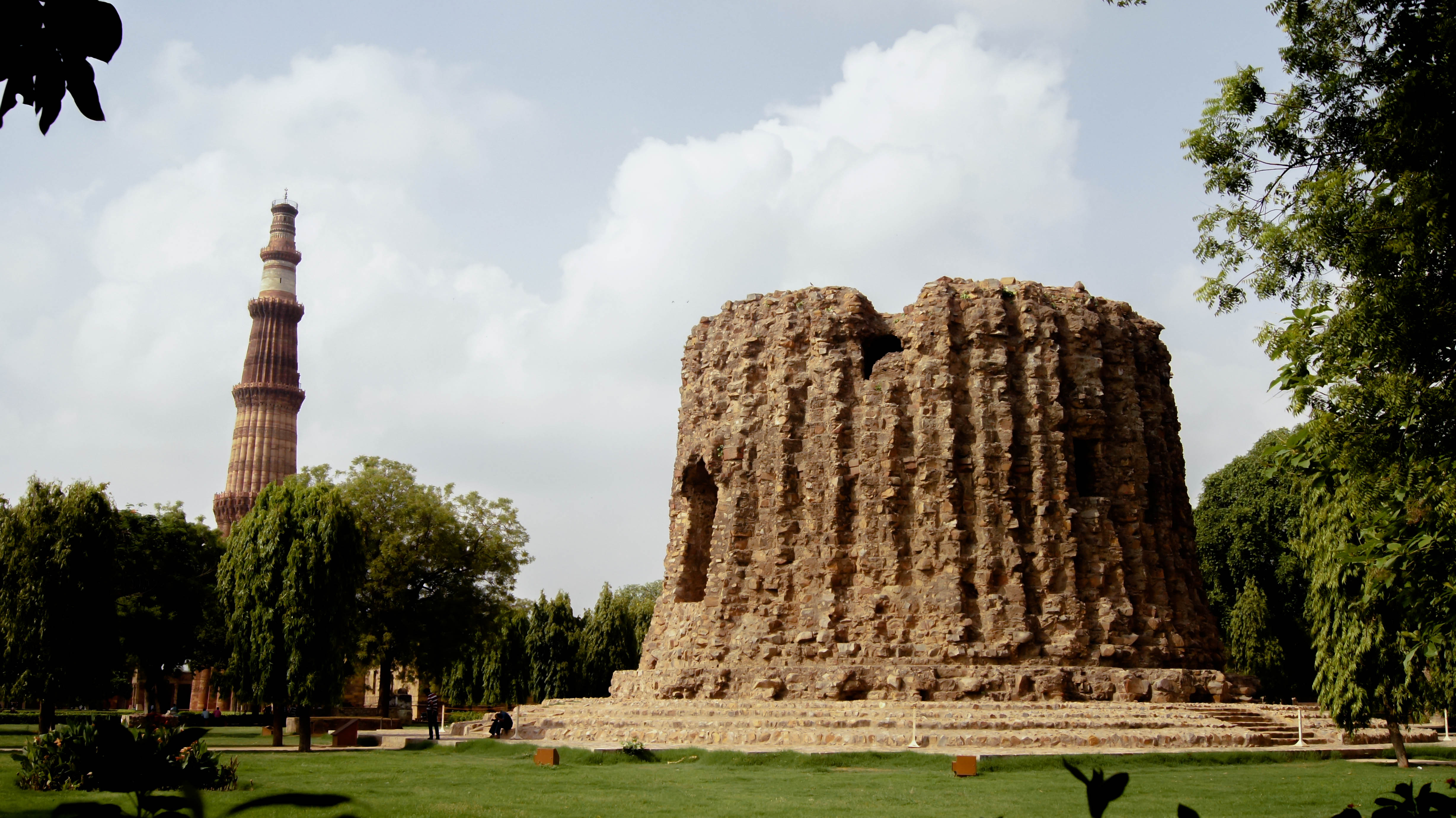
미완성된 알라이 미나르. 저 뒤로 쿠트브 미나르가 보인다.